# Romain Dibel
Pas d'image ? Cliquez ici

a Compétitions nationales et continentales officielles uniquement.

Dernière mise à jour le 30 juillet 2010.
Romain Dibel, né le 29 avril 1988 à Sèvres, est un joueur français de rugby à XV évoluant au poste de troisième ligne aile au sein de l'effectif du Stade français Paris. International moins de 20 ans.

## Biographie
Il est formé au club de Boulogne puis au Stade français.